# Alfred Bohmann
Alfred Bohmann (* 12. September 1906 in Gossengrün, Bezirk Falkenau, Böhmen; † 17. Februar 1983 in Bonn-Bad Godesberg) war ein deutscher Journalist, Autor und Statistiker.

## Werdegang
Alfred Bohmann wurde als Sohn des k. u. k. Gendarmeriepostenführers Martin Bohmann und der Albina, Tochter des Oberlehrers in Serles bei Buchau, Alois Eissner, in Gossengrün Nr. 42 geboren.
Er besuchte die Volksschule im Geburtsort Gossengrün. 1925 maturierte er an der Staatsoberrealschule des Wohnortes Aussig. 1926 legte er am deutschen Staatsrealgymnasium in Prag eine Ergänzungsreifeprüfung in Latein ab. Nachfolgend studierte er an der Universität Prag Germanistik, Geschichte und Rechtsgeschichte. Ab 1930 war Bohmann Mitarbeiter deutscher Zeitungsverlage in Aussig, Dux und Prag, nach 1938 in Reichenberg und Brüx. Von 1940 bis 1945 leistete er deutschen Wehrdienst. Er beantragte am 7. Januar 1939 die Aufnahme in die NSDAP und wurde rückwirkend zum 1. November 1938 aufgenommen (Mitgliedsnummer 6.709.973), er wurde zudem Mitglied der SS und war dort seit 1942 SS-Scharführer. Nach der Vertreibung der Deutschen aus der Tschechoslowakei nach dem Zweiten Weltkrieg lebte Bohmann mit seiner Familie in München, wo er 1949 die Schriftleitung des Aussiger Boten übernahm. 1955 erhielt er eine Anstellung im Statistischen Bundesamt in Wiesbaden. An der Universität im nahen Mainz setzte er seine Studien fort. Seine Promotion zum Dr. phil. erfolgte 1958. Nach diesem Studienabschluss wurde Bohmann vom Auswärtigen Amt in Bonn übernommen. Er war Mitglied des Johann Gottfried Herder-Forschungsrates. Nach dem Zweiten Weltkrieg war er Verfasser von Studien, Schriften und insbesondere statistischer Werke.

## Ehrungen
Adalbert-Stifter-Medaille

## Publikationen (Auswahl)
- Das Sudetendeutschtum in Zahlen. Handbuch über den Bestand der sudetendeutschen Volksgruppe in den Jahren von 1910 bis 1950. Die kulturellen, soziologischen und wirtschaftlichen Verhältnisse im Spiegel der Statistik. Hrsg. Sudetendeutscher Rat, München 1959.
- Menschen und Grenzen. 4 Bände. Verlag Wissenschaft und Politik, Köln.
  - Band 1: Strukturwandel der deutschen Bevölkerung im polnischen Staats- und Verwaltungsbereich. Köln 1969.
  - Band 2: Bevölkerung und Nationalitäten in Südosteuropa. Köln 1969.
  - Band 3: Strukturwandel der deutschen Bevölkerung im sowjetischen Staats- und  Verwaltungsbereich. Köln 1970.
  - Band 4: Bevölkerung und Nationalitäten in der Tschechoslowakei. Köln 1975.
- Bevölkerungsbewegungen in Böhmen von 1847 bis 1947 mit besonderer Berücksichtigung der Entwicklung der nationalen Verhältnisse. Dissertation. Verlag Lerche, München 1958.